# Уилан, Лиам
Уи́льям О́гастин Уи́лан (англ. William Augustine Whelan; 1 апреля 1935, Дублин, Ирландия — 6 февраля 1958, Мюнхен, ФРГ), более известный как Ли́ам Уи́лан (англ. Liam Whelan) или Би́лли Уи́лан (англ. Billy Whelan) — ирландский футболист, нападающий.
Выступал за английский клуб «Манчестер Юнайтед». Был одним из «малышей Басби», с которыми выиграл два чемпионских титула Первого дивизиона. Погиб 6 февраля 1958 года в Мюнхенской авиакатастрофе. По свидетельствам очевидцев, непосредственно перед тем, как самолёт врезался в ангар и загорелся, Уилан произнёс фразу: «Если это конец, то я готов к нему».

## Клубная карьера
Уилан родился в большой ирландской семье католического вероисповедания; его отец Джон умер в 1943 году, когда Лиаму было 8 лет.
Первой командой Уилана стал ирландский клуб «Хоум Фарм», из которого он перешёл в «Манчестер Юнайтед». С марта 1955 года по февраль 1958-го Уилан провёл за «Юнайтед» 98 матчей, в которых забил 52 гола. Он также регулярно привлекался к играм за национальную сборную.

## Карьера в сборной
Лиам Уилан провёл четыре матча за национальную сборную Ирландии. Дебютировал в составе сборной 10 мая 1956 года в товарищеском матче против сборной Нидерландов на стадионе «Фейеноорд». Три другие матча провёл в рамках отборочного турнира к чемпионату мира.

## Памятные мероприятия
Уилан Лиам похоронен на кладбище Гласневин в Дублине.
Автомобильный мост над трамвайной линией Luas в Кабре, Дублин, назван в его честь.

## Достижения
Манчестер Юнайтед
- Чемпион Первого дивизиона (2): 1955/56, 1956/57
- Обладатель Суперкубка Англии (2): 1956, 1957
- Итого: 4 трофея

## Статистика выступлений
| Клуб              | Сезон            | Лига | Лига | Кубок Англии | Кубок Англии | Кубок чемпионов | Кубок чемпионов | Суперкубок Англии | Суперкубок Англии | Итого | Итого |
| Клуб              | Сезон            | Игры | Голы | Игры         | Голы         | Игры            | Голы            | Игры              | Голы              | Игры  | Голы  |
| ----------------- | ---------------- | ---- | ---- | ------------ | ------------ | --------------- | --------------- | ----------------- | ----------------- | ----- | ----- |
| Манчестер Юнайтед | 1954/55          | 7    | 1    | 0            | 0            | -               | -               | 0                 | 0                 | 7     | 1     |
| Манчестер Юнайтед | 1955/56          | 13   | 4    | 0            | 0            | -               | -               | 0                 | 0                 | 13    | 4     |
| Манчестер Юнайтед | 1956/57          | 39   | 26   | 6            | 4            | 8               | 3               | 1                 | 0                 | 54    | 33    |
| Манчестер Юнайтед | 1957/58          | 20   | 12   | 0            | 0            | 3               | 2               | 1                 | 0                 | 24    | 14    |
| Всего за карьеру  | Всего за карьеру | 79   | 43   | 6            | 4            | 11              | 5               | 2                 | 0                 | 98    | 52    |